# Дупорти, Хулия
Эстер Хулия (Дайси) Дупорти Торрес (исп. Esther Julia "Daysi" Duporty Torres; род. 9 февраля 1971[…] или 9 марта 1971, Гуантанамо) — кубинская легкоатлетка, специалистка по бегу на короткие дистанции. Выступала за сборную Кубы по лёгкой атлетике в 1988—2001 годах, обладательница серебряной и бронзовой медалей Игр доброй воли, трёхкратная чемпионка Панамериканских игр, шестикратная чемпионка Игр Центральной Америки и Карибского бассейна, действующая рекордсменка страны в эстафете 4 × 100 метров, участница трёх летних Олимпийских игр.

## Биография
Хулия Дупорти родилась 9 марта 1971 года в городе Гуантанамо, Куба.
Первого серьёзного успеха на международном уровне добилась в сезоне 1988 года, когда вошла в состав кубинской сборной и выступила на юношеском первенстве Центральной Америки и Карибского бассейна в Нассау, где стала пятой в беге на 200 метров и вместе с соотечественницами одержала победу в зачёте эстафеты 4 × 100 метров.
Будучи студенткой, в 1989 году представляла Кубу на Всемирной Универсиаде в Дуйсбурге — в эстафете 4 × 100 метров заняла пятое место.
В 1990 году на домашнем юношеском первенстве Центральной Америки и Карибского бассейна в Гаване была четвёртой в дисциплине 100 метров, второй в дисциплине 200 метров и в эстафете 4 × 100 метров. На юниорском мировом первенстве в Пловдиве финишировала восьмой на 200-метровой дистанции, тогда как в эстафете 4 × 400 метров взяла бронзу. Также в этом сезоне успешно выступила на Играх Центральной Америки и Карибского бассейна в Мехико, где завоевала золотые награды в эстафетах 4 × 100 и 4 × 400 метров.
В 1991 году на домашних Панамериканских играх в Гаване стала серебряной призёркой в эстафетах 4 × 100 и 4 × 400 метров. На чемпионате мира в Токио дошла до полуфинала в беге на 200 метров и стала шестой в эстафете 4 × 100 метров.
В 1992 году на иберо-американском чемпионате в Севилье была пятой в дисциплине 400 метров, выиграла эстафету 4 × 400 метров. Благодаря череде успешных выступлений удостоилась права защищать честь страны на летних Олимпийских играх в Барселоне, бежала эстафету 4 × 400 метров, однако уже на предварительном квалификационном этапе их команда была дисквалифицирована.
В 1993 году на чемпионате Центральной Америки и Карибского бассейна в Кали выиграла бронзовую и серебряную медали в эстафетах 4 × 100 и 4 × 400 метров соответственно. Стартовала в эстафете на Всемирной Универсиаде в Буффало, стала шестой в эстафете 4 × 100 метров на чемпионате мира в Штутгарте, установив при этом ныне действующий национальный рекорд Кубы в данной дисциплине — 42,89. На Играх Центральной Америки и Карибского бассейна в Понсе трижды поднималась на верхнюю ступень пьедестала почёта: была лучшей в индивидуальном беге на 400 метров, а также в эстафетах 4 × 100 и 4 × 400 метров.
В 1994 году на Играх доброй воли в Санкт-Петербурге получила серебро в эстафете 4 × 100 метров и взяла бронзу в эстафете 4 × 400 метров. На Кубке мира в Лондоне финишировала пятой на 400-метровой дистанции, стала третьей в эстафете 4 × 400 метров.
На Панамериканских играх 1995 года в Мар-дель-Плате была четвёртой в дисциплине 200 метров, выиграла дисциплину 400 метров и эстафету 4 × 400 метров. На чемпионате мира в Гётеборге дошла до полуфинала в беге на 400 метров, стала седьмой в эстафете 4 × 400 метров.
В 1996 году отметилась победой в 400-метровом беге на иберо-американском чемпионате в Медельине. Принимала участие в Олимпийских играх в Атланте, где в эстафете 4 × 400 метров заняла итоговое шестое место.
В 1997 году на чемпионате Центральной Америки и Карибского бассейна в Сан-Хуане победила в беге на 400 метров и эстафете 4 × 400 метров. Позднее в эстафете 4 × 400 метров стала серебряной призёркой на Всемирной Универсиаде в Катании.
В 1998 году на иберо-американском чемпионате в Лиссабоне стала бронзовой призёркой в беге на 200 метров, показала четвёртый результат в эстафете 4 × 400 метров. На Играх Центральной Америки и Карибского бассейна в Маракайбо в тех же дисциплинах заняла седьмое и первое места.
На Панамериканских играх 1999 года в Виннипеге одержала победу в программе эстафеты 4 × 400 метров. На чемпионате мира в Севилье показала седьмой результат.
В 2000 году бежала эстафету 4 × 400 метров на Олимпийских играх в Сиднее, заняла в финале восьмое место.
В 2001 году стартовала в эстафете 4 × 400 метров на чемпионате мира в Эдмонтоне, после чего завершила спортивную карьеру.